# Asena

La lupa su un bozzetto per l'emblema della Turchia a opera di Namik Ismail

Asena è il nome di una lupa leggendaria, associata con un mito di fondazione dei Turchi basato su una fonte cinese, che verso la fine del XIX secolo fu adattato dalla nascente letteratura nazionale turca e panturca. Asena è una forma collaterale turca per Ashina, il progenitore dei clan dominanti dei Göktürk, che nelle fonti cinesi sono denominati Tujue (突厥). Ashina nelle fonti cinesi è anche il cognome dei Khagan turchi.
In Asia centrale sono diffuse diverse versioni di questo racconto. Le più antiche menzioni scritte si trovano nella letteratura cinese, soprattutto negli annali di varie case imperiali cinesi. In particolare, la prima menzione appare nelle cronache della dinastia Zhou settentrionale (metà del VI secolo). Tranne un'eccezione in tutti i racconti cinesi sull'origine dei Turchi gioca un ruolo speciale una lupa. Un mito fondativo simile, in cui una lupa gioca un ruolo importante, fu già collegato prima nello Shiji del primo grande storico cinese Sima Qian († 85 a.C.) con i Wusun e poi nella Storia segreta dei Mongoli (metà del XIII secolo) con i Mongoli.

## La leggenda
La leggenda racconta di un ragazzino, l'unico sopravvissuto della sua tribù. La tribù cade vittima di un massacro, ma il ragazzo è trovato e allevato da una lupa. La lupa fugge con lui in una caverna nelle montagne a nordovest di Gaochang. Nella caverna si trova una grande pianura dalla ricca vegetazione. In alcune versioni il ragazzo è ancora un lattante, che viene allattato dalla lupa. In altre versioni ha già dieci anni ed è nutrito con la carne. Il ragazzo cresce e si unisce con la lupa. In alcune versioni vive abbastanza a lungo da vendicarsi. Dall'unione con la lupa nascono dieci figli.
Il lupo (turco kurt, turco antico böri) è un simbolo panturco. Era onorato come animale totemico e antenato sacro. Prima era chiamato kök böri ("lupo azzurro, celeste"), per quanto in alcune tribù era considerato tabù pronunciare il suo nome Böri in riferimento all'animale. Gli studiosi mettono in collegamento il numero "dieci" della leggenda con le dieci tribù (on ok, "le dieci frecce"), delle quali consisteva la parte occidentale del primo regno turco. Le montagne a nordovest di Gaochang furono identificate con i Monti Altaj.
In alcune narrazioni culturali e racconti mitologici, il personaggio di Asena, con la sua associazione simbolica a una lupa, è indicato con il nome "Bozkurt" (che significa lupo grigio in lingua turca), incarnando un archetipo significativo con connotazioni sfaccettate.

## Origine del nome Asena

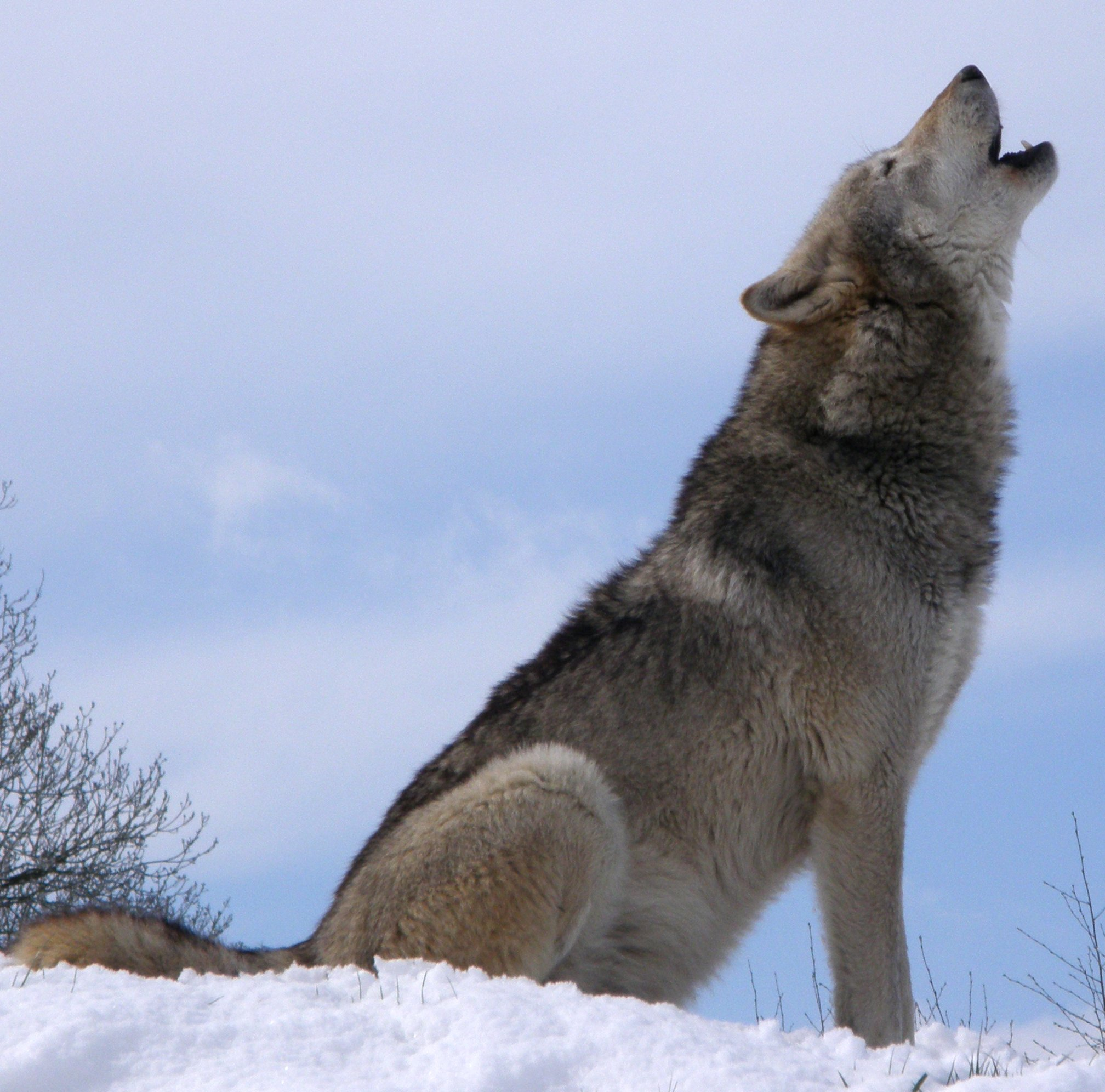
Il lupo è l'animale totemico dei popoli turchi, e riveste un ruolo fondamentale nella loro mitologia e nella loro storia.

I sovrani del primo e secondo regno turco discendevano dalla casata Ashina, la stirpe che secondo la tradizione era strettamente legata al mito della fondazione, in quanto a seconda della variante del mito uno o tutti i discendenti della lupa nella prima generazione o in una successiva prese il nome Ashina, che poi fu portato come cognome. Dal nome Ashina fu derivato in seguito il nome della lupa Asena.

## Le versioni più antiche

### Variante "Lupo alleva bambino abbandonato"
La versione più antica di questa variante si trova nelle cronache dell'effimera dinastia Zhou (556–581), nello Zhou shu completato intorno al 629. Un'altra versione un po' diversa della stessa leggenda si può trovare nel Pei shih scritto nell'anno 659. Le cronache della dinastia Sui, il Sui Shu scritto tra il 629 e il 636, sono identiche quasi parola per parola al racconto nel Pei shih. Questa variante è stata presumibilmente quella maggiormente diffusa tra la maggioranza dei Turchi dell'epoca. La stele di Bugut, una delle più antiche testimonianze scritte dei Turchi, è adornata con una lupa che allatta un bambino; la bandiera del regno gokturco mostrava una testa di lupo dorata; le guardie del corpo dei sovrani dei Turchi secondo fonti cinesi erano chiamate fu-li (turco böri, cioè "lupi"). Lo Zhou shu indica inoltre che i Turchi orientali portavano tutti gli anni gli animali migliori alla "caverna dell'antenato", per celebrare un'offerta. Il Sui shu conferma questo e indica che anche i Turchi occidentali inviavano altri dignitari alla cerimonia annuale. (La caverna, nella quale aveva luogo questo rituale, si trovava in territorio turco-orientale.) Nel mondo scientifico si dubita che si tratti della stessa caverna della leggenda. Già i testi cinesi impiegavano due segni diversi per la caverna (hsüeh per la caverna della leggenda, k'u per la caverna nella quale aveva luogo la cerimonia annuale).
Comune a queste fonti è la convinzione che, per quanto riguarda i Turchi (cinese: t'u-chüeh), si tratti di un ramo staccatosi dagli Xiongnu. Nello Zhou shu si legge quanto segue:
Il re (che prima aveva attaccato la tribù) apprese che il ragazzo era ancora vivo e mandò qualcuno per ucciderlo. L'inviato vide la lupa con il ragazzo e volle uccidere anche lui. Ma la lupa fuggì su una montagna a nord di Gaochang.
In questa montagna vi era una caverna e nella caverna si trovava una pianura con una ricca vegetazione, che si estendeva per parecchie centinaia di li ed era circondata su tutti i lati da montagne. Là lupa cercò rifugio e in seguito mise al mondo dieci ragazzi. 
I dieci ragazzi crebbero e presero mogli da fuori. Ognuno dei discendenti prese un cognome e si chiamò A-shih-na.
I figli e i figli dei figli si moltiplicarono. Poco a poco formarono parecchie centinaia di famiglie. Alcune generazioni dopo uscirono dalla caverna e si sottomisero ai Ju-ju. Vissero sul lato meridionale del Chin-shan. Servirono i Ju-ju come fabbri.»
Il racconto nel Pei shih è simile a questo. Differenze o aggiunte si trovano nei seguenti punti:
- gli antenati dei Turchi, che anche in questa versione sono indicati come ramo staccato degli Xiongnu, vivevano ad ovest del Mare Occidentale;
- al ragazzo sono mozzati i piedi e le braccia;
- la fuga della lupa avviene così improvvisamente, si presume che sia stata trasportata da uno spirito sulla montagna a nord di Gaochang;
- solo uno dei dieci ragazzi della lupa si chiama A-shih-na;
- nella caverna A-shih-na è nominato capo;
- nella caverna i Turchi hanno una bandiera con una testa di lupo, per non dimenticare la loro discendenza dalla lupa;
- fuori dalla caverna sono portati tramite qualcuno il cui nome il Pei shih indica come A-hsien-shih;
- i Juan-Juan sono chiamati Juan-Juan, mentre nello Zhou shu sono chiamati Ju-ju.[9]

Questa variante sembra rispecchiare l'indipendenza effettivamente data ai Turchi dai Juan-Juan fino alla loro rivolta nell'anno 552.

### Variante "Il signore della pioggia e del vento"
Questa variante si trova ugualmente nello Zhou shu, le cronache della dinastia Zhou. Anche in questa versione i Turchi discendono da un lupo. Ci sono alcune piccole sovrapposizioni con la versione maggiormente diffusa.
Le indicazioni più importanti in questa versione sono:
Na-tu-liu-shih ebbe dieci mogli, i figli presero i soprannomi delle madri. Uno si chiamava A-shih-na. Na-tu-liu morì. I figli delle dieci madri vollero ora nominare un nuovo capo. Colui che poteva saltare più in alto su un ramo, doveva diventare il capo. A-shih-na riuscì a saltare più in alto. Divenne il nuovo capo e fu chiamato A-hsien-shih.»
Anche qui il nucleo storico rimane minimo. Il regno di So, la montagna di Chien-hsi-ch’u-chih-shih come pure A-pang-pu, che è citato solo nello Zhou shu, non sono identificabili. A-hsien-shih è citato in questo variante nello Zhou shu e nella prima variante nel Pei shih. Na-tu-liu-shih al contrario è più conosciuto. Le cronache della dinastia Tang (618–930) – il T'ang-shu – lo citano come bisnonno di T'u-men (cioè di Bumin), il fondatore del regno gokturco.
A-fu è il fiume Abakan, Chien è l'alto Enisej, il Ch'u-chih corrisponde presumibilmente alla parte intermedia dello Enisej. I Ch'i-ku sono i Kirghisi, così che in questa variante i Turchi e i Kirghisi sono rappresentati come fratelli o fratellastri ed entrambi sono nati dallo stesso padre Ni-shih-tu.

### Variante "Lo spirito del lago"
Una terza leggenda sulla discendenza dei Turchi stavolta non è tramandata nelle carte ufficialmente delle dinastie cinesi, bensì nella raccolta cinese di aneddoti Yu-yang tsa-tu, che fu scritta probabilmente nell'860.
In questa versione il progenitore non è un lupo, bensì uno spirito del lago di nome She-mo-she-li, che vive ad ovest dalla caverna di A-shih-te e si unì a una cerva bianca. Poiché in questa versione il lupo non svolge nessun ruolo, essa qui è solo di interesse marginale.
I nomi She-mo-she-li contenuti in questa versione come pure il nome di una tribù A-erh non sono noti da nessun'altra fonte. Ma She-li presumibilmente è il nome di una prefettura fondata dai Turchi nel 649, così che in base alla punteggiatura dopo She-mo She-mo-she-li potrebbe significare "lo spirito del lago di She-li". Il nome A-shih-te al contrario è storicamente attestato. Il potente ministro del secondo regno gokturco Tonyuquq non apparteneva alla stirpe A-shih-na, bensì alla stirpe A-shih-te.

### Varie
Jean-Paul Roux scrive nel suo contributo sull'antica mitologia turca del lupo: